# Maydenoptila baynesi
Maydenoptila baynesi är en nattsländeart som beskrevs av Wells 1983. Maydenoptila baynesi ingår i släktet Maydenoptila och familjen smånattsländor. Inga underarter finns listade i Catalogue of Life.